# Paul Smith (projektant mody)
Paul Smith (ur. 5 lipca 1946 w Beeston) – brytyjski projektant mody oraz biznesmen, założyciel domu mody sygnowanego jego imieniem i nazwiskiem.